# パロネラ・パーク

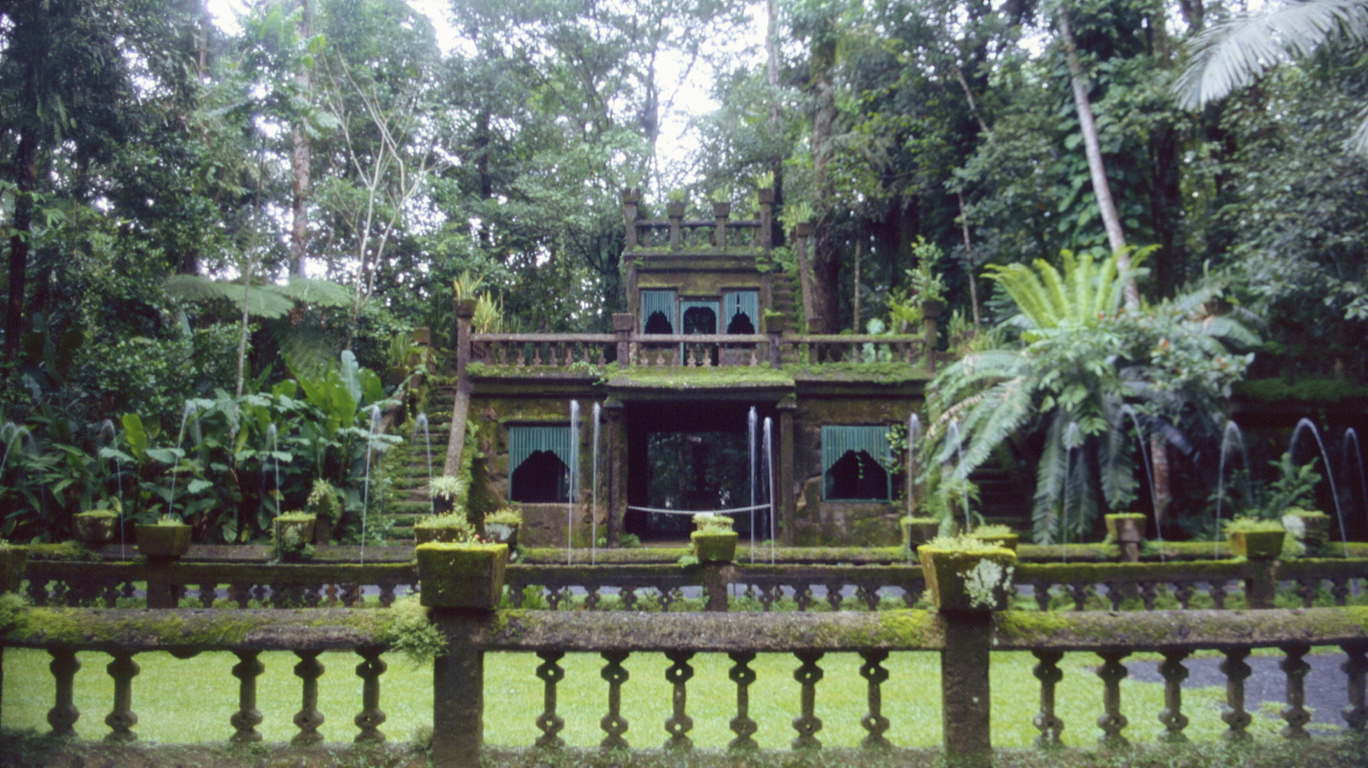
パロネラ城

パロネラ・パーク (Paronella park) はオーストラリアのクイーンズランド州にある観光施設。ケアンズ市街から南へ車で約90分の場所に位置する。
熱帯雨林に囲まれた敷地内に遺跡風の建物と庭園が広がり、独特の神秘的な景観を見せる観光地となっている。

## 概要
この施設は1930年代にスペイン人移民ホゼ･パロネラによって建設された。小さな頃から『お城がほしい』と夢を見ていたホゼ・パロネラは、スペイン風の城と庭園を自らの設計で建設し、一般の人々に向けてオープンした。その後の数回にわたる自然災害や火災によって廃墟同然となったものの、その古代遺跡風の景観を生かして現在は観光施設として運営されている。

## 歴史
パロネラ・パークは建設時に敷地内の滝を利用した水力発電の設備が作られた。これはクイーンズランド州北部初の水力発電であった。パロネラ家が居住していた当時には土石流や洪水による被害があり、1977年に一家がこの地を手離した後にもサイクロン被害や火災といった災害が重なって一度は完全に廃墟となった。
1993年に現在のオーナーであるエヴァンズ夫妻によって買収された後は、その遺跡風の外観を生かして庭園内ガイドツアーなどのアトラクションを中心に観光地として再出発した。
2004年にはクイーンズランド州観光局から優秀観光アトラクション賞、クイーンズランド州からビジネス奨励賞を受賞している。

## 「天空の城ラピュタ」との関連性
日本のアニメ映画「天空の城ラピュタ」のモデル地であるという日本人観光客向けの宣伝が行なわれることで知られているが、これは制作のスタジオ・ジブリによって事実無根であると否定されている。
モデル地との噂は現地を訪れた日本人観光客の「ラピュタの城を思わせる」との口コミ情報から広まったと見られる。それが次第に「モデルとして宮崎駿監督自身が現地を訪問して参考にした」といった噂の拡大を見せるようになり、実際に日本人観光客は増加したことから現地観光会社でもこの噂を利用する動きを見せている。
スタジオ・ジブリ作品のモデルであるという噂によって日本人観光客を誘致する同様の現象が他にもオーストラリアの各所で起きているが、パロネラ･パークと同様にモデル地や参考資料とした事実はない。